# Scrapter rufescens
Scrapter rufescens är en biart som först beskrevs av Heinrich Friese 1912.  Scrapter rufescens ingår i släktet Scrapter och familjen korttungebin. Inga underarter finns listade i Catalogue of Life.